# أب غرم (مقاطعة فسا)
أب غرم (بالإنجليزية: Mazraeh-ye Abgarm)‏ هي منطقة سكنية تقع في فارس في إيران.